# 北興化学工業
北興化学工業株式会社（ほくこうかがくこうぎょう、Hokko Chemical Industry）は、日本の化学メーカー。旧野村財閥系。
農薬部門は全農と密接な関係を持ち、全農の販売網を通じて国内農薬市場の約10%を占めている。
ファインケミカル部門は有機化合物の合成を得意とし、グリニャール反応は世界でもトップレベルにある。

## 沿革
- 1950年 - 野村鉱業株式会社製薬部から分離独立し、北興化学株式会社を設立。農薬の生産・販売を開始。
- 1953年 - 商号を北興化学工業株式会社（現商号）に変更。
- 1961年 - 東京証券取引所2部に上場。
- 1972年 - ファインケミカル部を設置。
- 1987年 - 東京証券取引所1部へ指定替え。

## 工場・農場
- 北海道工場（北海道滝川市）
- 新潟工場（新潟県新発田市）
- 岡山工場（岡山県玉野市）
- 北海道試験農場（北海道長沼町）
- 厚木農場（神奈川県厚木市）
- 静岡試験農場（静岡県牧之原市）